# Wangen (Francja)
Wangen – miejscowość i gmina we Francji, w regionie Grand Est, w departamencie Dolny Ren.
Według danych na rok 1990 gminę zamieszkiwało 656 osób, a gęstość zaludnienia wynosiła 170 osób/km² (wśród 903 gmin Alzacji Wangen plasuje się na 380. miejscu pod względem liczby ludności, natomiast pod względem powierzchni na miejscu 568.).